# Filgueiras

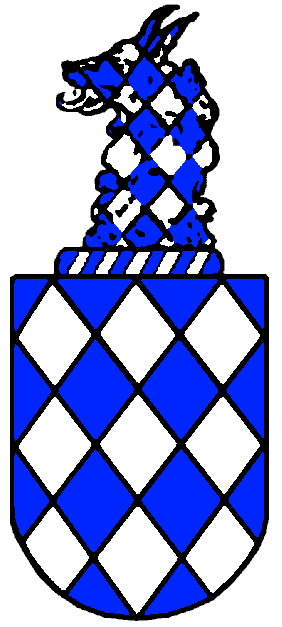
Brasão de armas da família Filgueiras

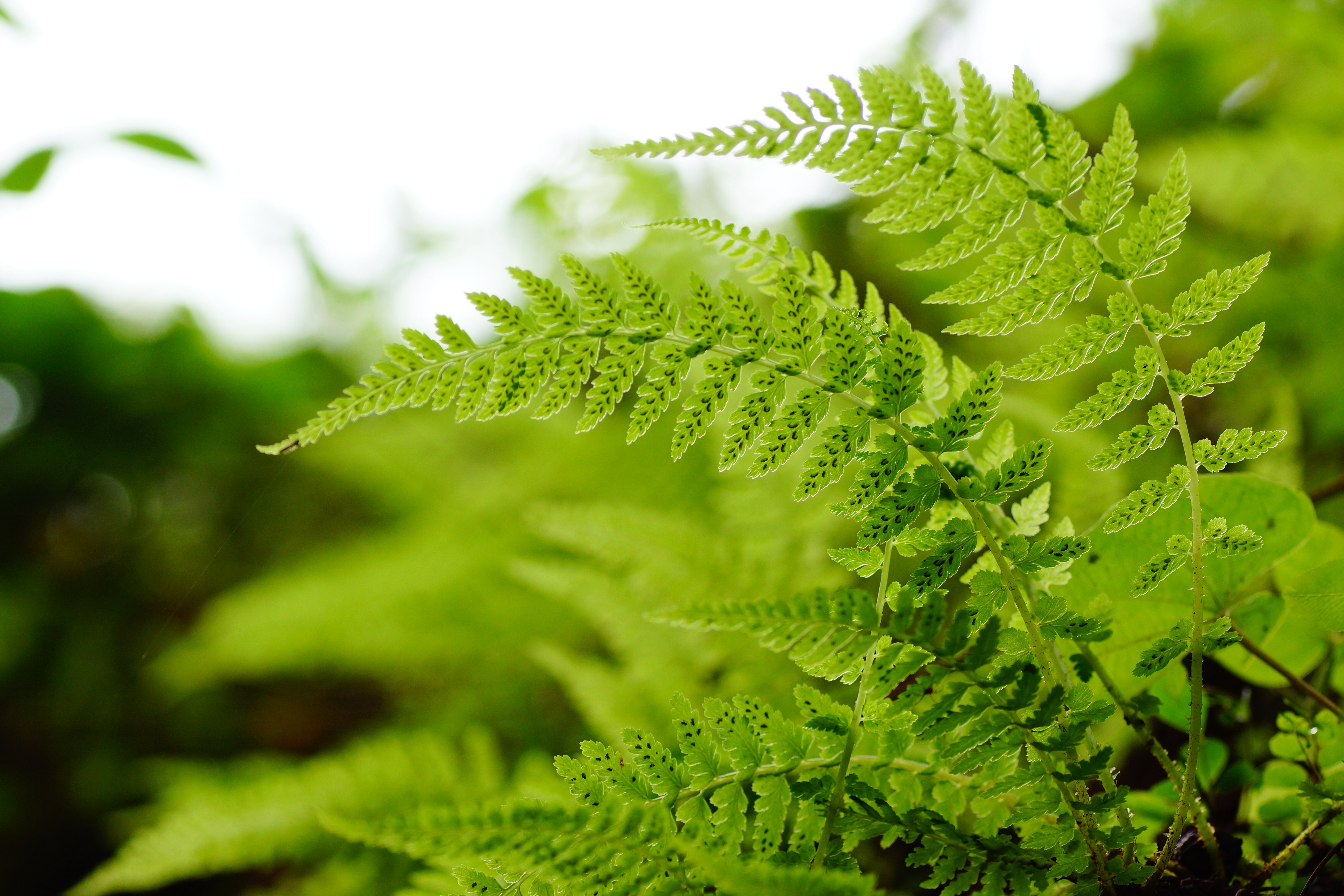
Folha de felgueira

O sobrenome Filgueiras é galaico-português, sendo originário do norte de Portugal e da Galiza. Outras grafias alternativas do nome são Filgueira, Felgueira e Felgueiras.

## Etimologia
O termo filgueira se refere a uma planta da família das pteridófitas comumente conhecida em Portugal como felgueira, feiteira ou dentebrura (é uma espécie de samambaia).

## Origem
D. Pedro I de Portugal parece ter dado o Castelo de Fraião, Coura, a Lourenço Felgueira, uma das primeiras pessoas que se tem conhecimento a levar o nome nos idos do século 14. Ele seria filho, segundo os genealogistas, de Lopo Felgueira, senhor da Torre do Soreiro em Santiago de Pias, Monção, que supostamente pertenceu a seu pai. 
Lopo Felgueira foi também pai de Rui Gonçalves Felgueira, segundo-senhor da Torre do Soreiro e alcaide do castelo de Fraião, casado com Violante Lopes de Calheiros, da Casa de Calheiros. A partir de Rui Gonçalves Felgueira propaga-se o nome Felgueira.
Manuel de Sousa da Silva, capitão-mor de Santa Cruz de Riba Tâmega, ocupou-se dos Felgueiras na quintilha:
Da geração de Felgueiras
E o berço verdadeiro
Essa quinta de Sabreira
No Minho em a Ribeira
Que é dos nossos o primeiro
Um descendente ilustre dessa família é o genealogista português Manuel José da Costa Felgueiras Gaio, que pertence a um ramo Felgueiras de Valadares.

## No Brasil
Existem incontáveis descendentes dessa família no Brasil cujos ascendentes são supostamente três irmãos judeus que fugiram de Portugal sob pressão da Inquisição da igreja católica por serem "cristãos-novos". Um deles se mudou para o Nordeste, onde ali formou a sua grande genealogia, já outro teria ido para o Rio de Janeiro e o derradeiro foi para as Minas Gerais.
Os Filgueiras da região do Cariri Cearense, interior de Pernambuco e Paraíba descenderiam de José Quezado Filgueiras Lima, português nascido em Felgueiras, Viana do Castelo. O pai de José Pereira Filgueiras, que foi sesmeiro e militar, foi caudilho e capitão-mor de Crato, Ceará.

## Brasão
O brasão do apelido Filgueiras é assim descrito: escudo em azul com nove lisonjas de prata apontadas e moventes dos bordos do escudo, postas em três linhas. Timbre: uma cabeça e pescoço de lobo, lisonjado de azul e prata.